# Liquid Monster
Liquid Monster è il sesto album in studio del gruppo musicale tedesco Brainstorm, pubblicato nel 2005.

## Tracce
1. Worlds Are Comin' Through – 4:55
2. Inside the Monster – 4:55
3. All Those Words – 4:05
4. Lifeline – 3:05
5. Invisible Enemy – 4:20
6. Heavenly – 5:33
7. Painside – 5:42
8. Despair to Drown – 3:51
9. Mask of Life – 5:20
10. Even Higher – 4:22
11. Burns My Soul – 5:13
12. Before the Dawn – 3:25 (Judas Priest cover; bonus track)

## Formazione
Gruppo
- Andy B. Franck - voce, cori
- Torsten Ihlenfeld - chitarra, cori
- Milan Loncaric - chitarra, cori
- Andreas Mailänder - basso
- Dieter Bernert - batteria

Altri musicisti
- Michael "Miro" Rodenberg - tastiera
- Ferdy Doernberg - tastiera
- Carmen Schäper - voce